# Sorbus hungarica
Sorbus hungarica är en rosväxtart som först beskrevs av Joseph Friedrich Nicolaus Bornmüller, och fick sitt nu gällande namn av Karpati. Sorbus hungarica ingår i släktet oxlar, och familjen rosväxter. Inga underarter finns listade i Catalogue of Life.